# عبد الرحمن راشد
عبد الرحمن راشد (عربی: عبد الرحمن الراشد)(زاده: ۱۹۵۶) یک روزنامه‌نگار سعودی می‌باشد که از سال ۲۰۰۴ در سمت مدیر کل تلویزیون العربیه قرار داشت تا زمانی که در ۲۲ نوامبر ۲۰۱۴ استعفا داد و به عنوان عضو شورای مدیریت گروه MBC منصوب شد، وی در روزنامه الشرق الاوسط که قبلاً قبل از اینکه در تلویزیون العربیه کار کند سردبیر آن بود مقاله می‌نویسد. راشد صاحب شرکت تولیدات مطبوعاتی ORTV می‌باشد. وی در سن ۶۰ سالگی با ریما مکتبی ازدواج کرد.

## شروع کار حرفه‌ای
راشد کار خبرنگاری را از زمانی که در یک مدرسه تحصیل می‌کرد از طریق فعالیت‌های نا منظم شروع کرد، وی پس از اینکه دیپلم خودش را گرفت به هیئت آموزشی در ایالات متحده آمریکا رفت و به تحصیل تولیدگری سینما را در یک دانشگاه آمریکائی در واشینگتن پرداخت. در سال ۱۹۸۰ مدیریت دفتر روزنامه الجزیره عربستان را در پایتخت آمریکا برعهده گرفت. پس از پنج سال برای کار در گروه سعودی پژوهشها و بازاریابی به عنوان معاون سردبیر مجله هفتگی المجله که در لندن منتشر می‌شد، به انگلستان منتقل شد. دو سال بعد به منصب سردبیر این مجله رسید و در سال ۱۹۹۸ که سردبیر روزنامه الشرق‌الاوسط لندن شد.

## مدیریت تلویزیون العربیه
در سال ۲۰۰۳ عبدالرحمن راشد از گروه سعودی برای پژوهشها و بازاریابی استعفا داد و سپس از مرکز تلویزیون شرق الاوسط (MBC) پیشنهاد مدیریت تلویزیون خبری العربیه یکی از تلویزیونها مجموعه MBC را که مرکز آن در شهرک مطبوعاتی دبی می‌باشد را دریافت کرد و در ابتدای سال ۲۰۰۴ به‌جای صالح قلاب به‌طور رسمی به عنوان مدیر این تلویزیون منصوب شد.

## گرایش فکری
وی به وابستگی به جریان لیبرال و منتقد شدید اسلامی‌ها شناخته می‌شود.

## استعفا
وی در سال ۲۰۱۴ از سمت مدیر کل تلویزیون العربیه پس از سال‌ها کار در این موضع استعفا داد و عادل طریفی به‌جای او منصوب شد.

## ستون‌نویس الشرق الاوسط
عبدالرحمن راشد ستون نویس روزنامه الشرق الاوسط است و در ستون سردبیری مطالب روز را تحلیل می‌کند. او در سال ۲۰۰۵ و پس از جنجال مربوط به نشنال جغرافی در مورد اضافه کردن نام خلیج عربی در کنار خلیج فارسی در واکنش به اعتراضات ایرانیان در ستون ویژه خود مطلبی در مورد نام خلیج فارس نوشت و اظهار داشت:" فانا مع رأیهم، لاننی لم اجد ما یؤکد ان الخلیج، کان یسمی بالعربی، قبل ان یقرر الرئیس المصری الراحل جمال عبد الناصر ان یسمیه بالعربی،.... روزنامه الشرق الاوسط مقاله شماره ۲۷۴۷۱۸ شماره ۹۵۳۱ترجمه: من با نظر آنها (ایرانی‌ها) موافق هستم، زیرا من هیچ مدرکی که نامیدن عربی خلیج فارس را تایید کند پیدا نکرده‌ام، قبل از اینکه جمال عبدالناصر رئیس جمهور فقید مصر پیشنهاد عربی نامیدن خلیج را مطرح کند، مانند عبارت معروف "سرت را بلند کن برادر عرب من"، البته او آن را قبل از شکست وحشتناک ۱۹۶۷ گفت. همسایگان ایرانی ما مشکلی برای قانع کردن ما به برگردان نام آن به فارسی نخواهند داشت، بشرطی که حسن نیت خود را نشان دهند. به نقل از اسناد نام خلیج فارس، میراثی کهن و جاودان 